# Війтовочка
Війтовочка — річка в Україні, у Бершадському районі Вінницької області. Ліва притока Дохни (басейн Південного Бугу).

## Опис
Довжина річки 10 км. Формується з багатьох безіменних струмків та водойм. Площа басейну 59,8 км².

## Розташування
Бере початок на південному сході від Сумівки. Тече переважно на південний схід через Війтівку і на північно-східній околиці Бершаді впадає в річку Дохну, праву притоку Південного Бугу.
Річку перетинає автомобільна дорога Р54

## Галерея

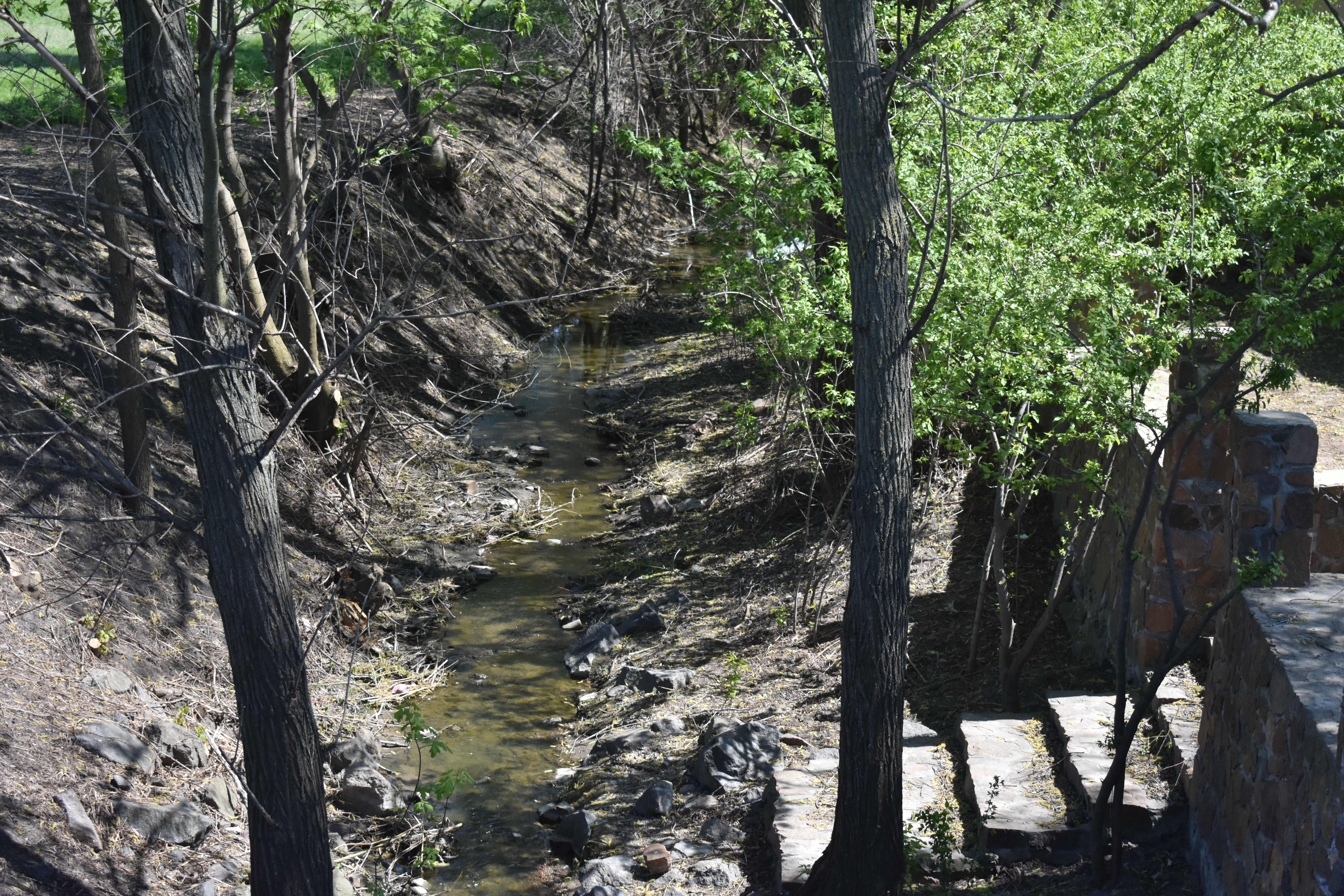
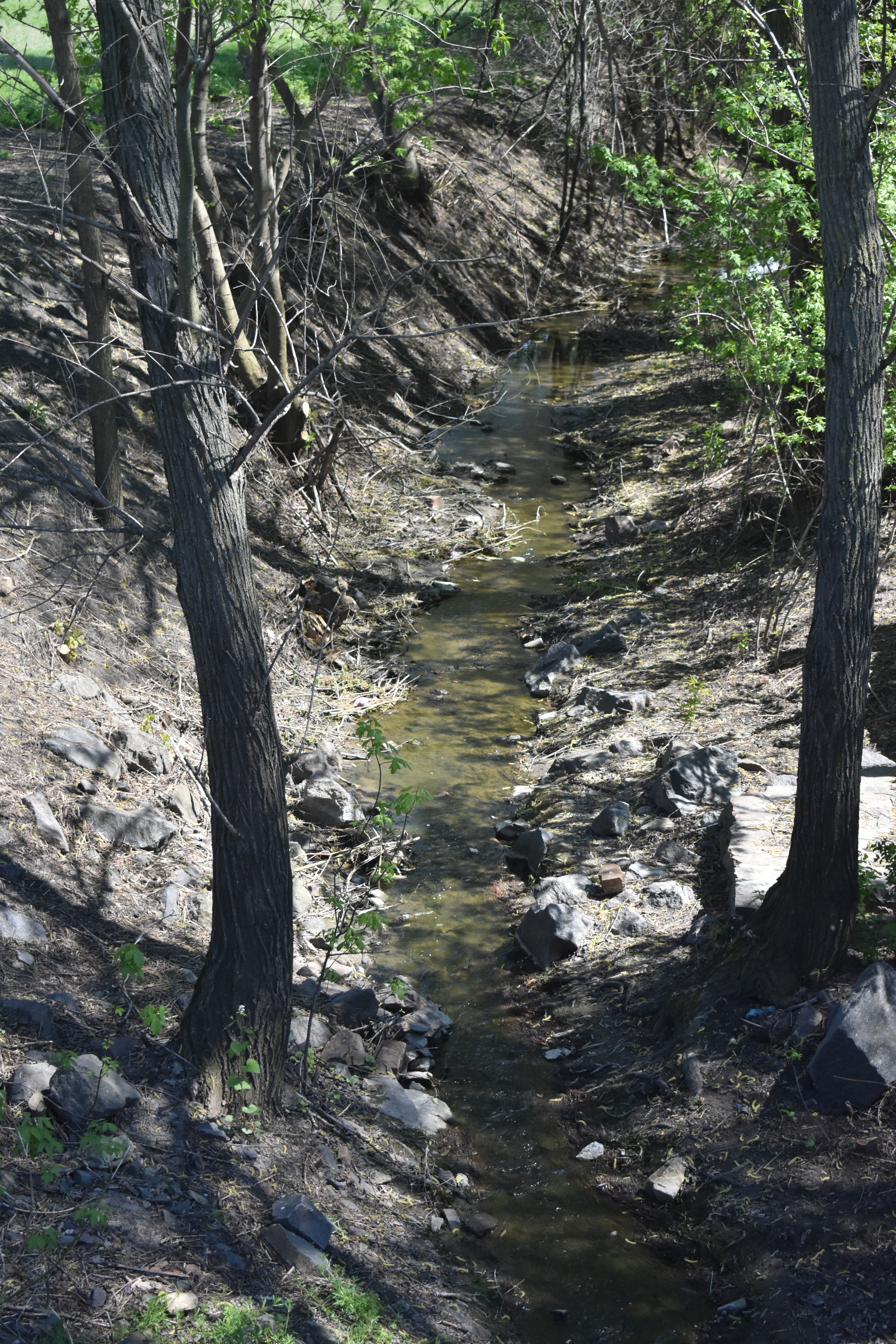